# Cerodontha nowakowskii
Cerodontha nowakowskii este o specie de muște din genul Cerodontha, familia Agromyzidae, descrisă de Zlobin în anul 1984. Conform Catalogue of Life specia Cerodontha nowakowskii nu are subspecii cunoscute.